# Cryptocephalus pumilus
Cryptocephalus pumilus är en skalbaggsart som beskrevs av Samuel Stehman Haldeman 1849. Cryptocephalus pumilus ingår i släktet Cryptocephalus och familjen bladbaggar. Inga underarter finns listade i Catalogue of Life.